# Perizoma rivulata
Perizoma rivulata är en fjärilsart som beskrevs av Ignaz Schiffermüller 1775. Perizoma rivulata ingår i släktet Perizoma och familjen mätare. Inga underarter finns listade i Catalogue of Life.